# Hubert Auer (Politiker)
Hubert Auer (* 23. Februar 1934 in Wien; † 3. Juni 2000 ebenda) war ein österreichischer Politiker (ÖVP). Er war von 1974 bis 1993 Abgeordneter zum Landtag von Niederösterreich und von 1991 bis 1993 Dritter Landtagspräsident. Von 1974 bis 1991 fungierte er als Vizepräsident der Arbeiterkammer Niederösterreich und von 1982 bis 1991 als Bundesobmannstellvertreter des ÖAAB.

## Leben
Hubert Auer absolvierte nach dem Besuch der Volks- und Hauptschule von 1948 bis 1952 in einem Amstettner Landmaschinenbaubetrieb eine Schlosserlehre und war bis 1970 als Schlosser tätig. 1959 wurde er Kammerrat in der Kammer für Arbeiter und Angestellte für Niederösterreich. Von 1960 bis 1970 war er Betriebsrat bei der Firma Busatis und Mitglied der Landesleitung der Gewerkschaft Metall-Bergbau-Energie. Er besuchte die Sozialakademie, die er 1967 abschloss.
Von Jänner 1970 bis 1972 war er Fraktionssekretär der Fraktion Christlicher Gewerkschafter (FCG), 1971 wurde er im Österreichischen Gewerkschaftsbund (ÖGB) angestellt. Von 1972 bis 1974 war er Vorstandsmitglied der Arbeiterkammer Niederösterreich, danach bis 1991 deren Vizepräsident.
Im Zuge der Landtagswahl in Niederösterreich 1974 wurde Hubert Auer in den Landtag von Niederösterreich gewählt, wo er zu Beginn der X. Gesetzgebungsperiode erstmals als Abgeordneter angelobt wurde. In der XIII. Gesetzgebungsperiode folgte er im Juli 1991 Edgar Schober als Dritter Landtagspräsident nach. Nach der Landtagswahl in Niederösterreich 1993 schied er im Juni 1993 aus dem Landtag aus.
Er war Vorsitzender der FCG Niederösterreich, von 1982 bis 1991 fungierte er als stellvertretender Bundesobmann des Österreichischen Arbeitnehmerinnen- und Arbeitnehmerbundes (ÖAAB), von 1987 bis 1993 war er außerdem Aufsichtsratspräsident der Ecoplus Betriebsansiedlungsgesellschaft.
Hubert Auer starb 2000 im Alter von 66 Jahren und wurde am Friedhof Fischamend bestattet.